# Zitong
Zitong (en chino, 梓潼; pinyin, Zǐtóng) es un condado  bajo la administración directa de la Prefectura Mianyang en la Provincia de Sichuan, República Popular China.  Su área es de 1443 km² y su población total para 2010 superó los 302 mil habitantes. 

## Administración
Desde julio de 2021, el  Condado Zitong se divide en 16 pueblos que se administran en 15 poblados y 1 villa.

## Toponimia
Según El Registro Geográfico del Mundo en la Era Taiping: al este del condado se encontraba un bosque de catalpas (梓 Zi), y al oeste limitaba con el río Tong (潼 Tong), de ahí su nombre.